# Tribadisme

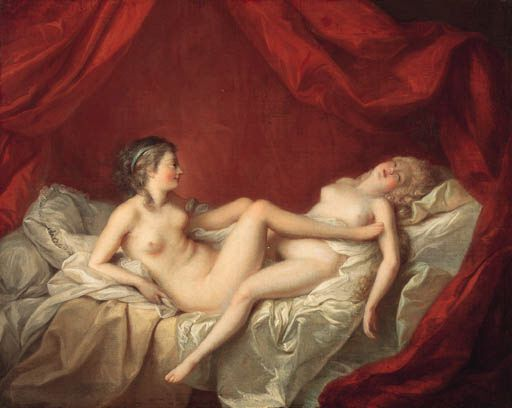
Dues dones practicant tribadisme.
Les dues amigues, de Jean-Jacques Lagrenée (1739-1821)

El tribadisme o tribbing, conegut comunament per la posició de la tisora, és un acte sexual en el qual una dona frega la seva vulva contra el cos de la seva parella per estimular-se sexualment, especialment per a una àmplia estimulació del clítoris. Això pot comportar un contacte genital femení dona-dona o un fregament de la vulva contra la cuixa de la seva parella, la panxa, les natges, el braç o una altra part del cos (excloent la boca). Es practica una varietat de posicions sexuals, inclosa la posició del missioner.
El terme «tribadisme» sol utilitzar-se en el context del sexe lesbià, i originàriament es va incloure en les creences socials sobre la capacitat de les dones de ser parelles sexualment penetrants. Les dones acusades de ser penetrants durant l'activitat sexual estaven subjectes al ridícul o al càstig. En temps moderns, el terme sol referir-se a diverses formes de sexe (o frottage) sense penetració entre dones. També pot implicar la penetració vaginal per l'ús dels dits, un consolador o un consolador de doble penetració, o es refereix a una tècnica de masturbació en la qual una dona frega la seva vulva contra un objecte inanimat com un reforç per aconseguir l'orgasme.

## Història i cultura

### Etimologia i ús

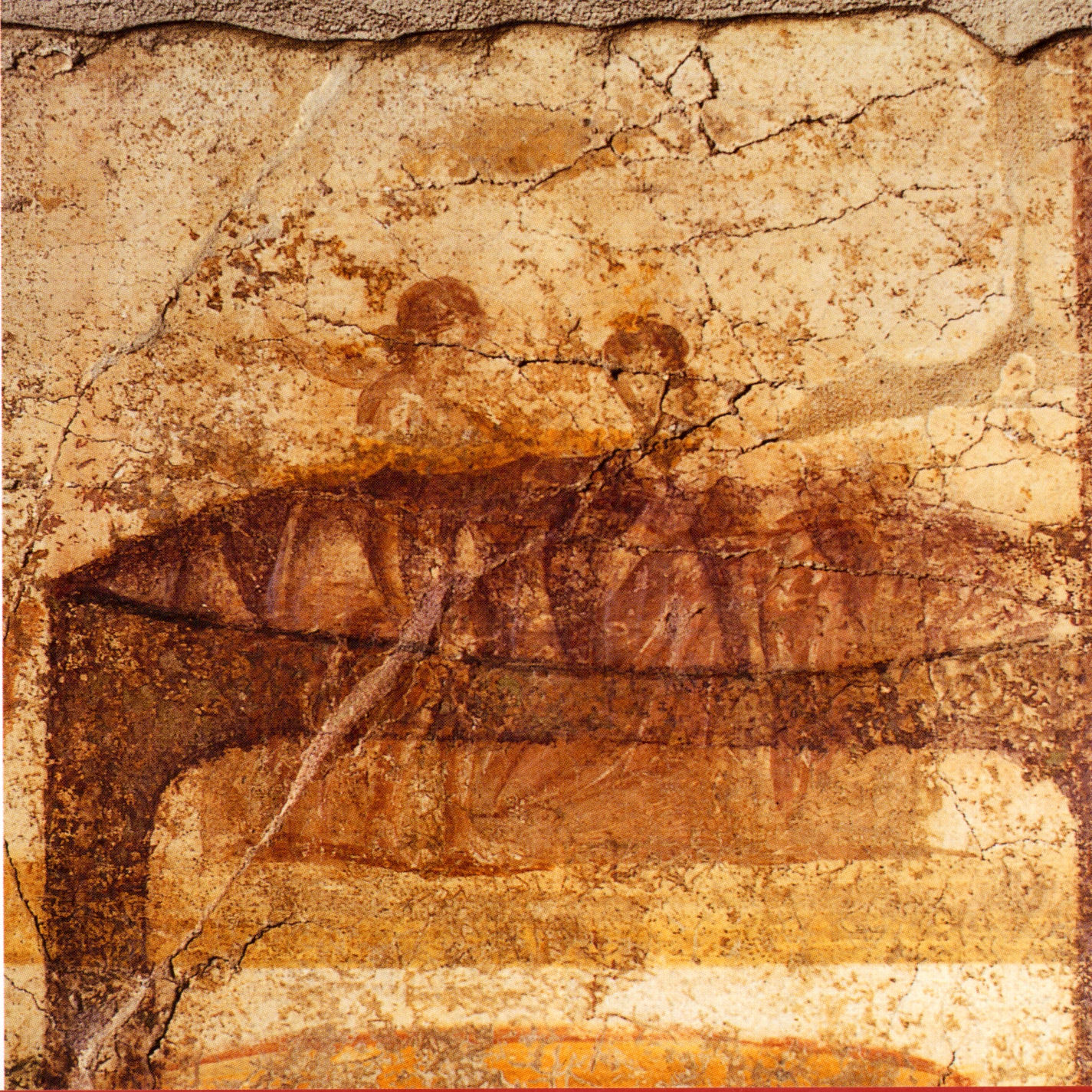
Parella al llit (escena V del famós mural que mostra variants de les relacions sexuals). El pèl de la figura de l'esquerra indica que es tracta d'una escena de sexe lèsbic. La dona de la dreta que porta una fascia pectoralis es troba al llit o en un clini. Els pegats de color verd fosc són restes de la pintura de la paret

El terme «tribadisme» deriva de la paraula grega τριβάς (tribas), «una dona que practica sexe amb ella mateixa o amb altres dones», que deriva del verb τρίβω (tribō), 'fregar'.
En la sexualitat grega i romana, una tribas o tribade era una dona o individu intersexual que penetrava activament una altra persona (home o dona) amb l'ús del clítoris o un consolador. El terme «tribade» no començà a referir-se exclusivament a l'erotisme entre dones fins a l'antiguitat tardana. Atès que la penetració es veia com un «acte sexual masculí», les tribas es consideraven les lesbianes més vulgars. Els grecs i els romans van reconèixer l'atracció del mateix sexe, però es creia que qualsevol dels actes sexuals exigia que un de la parella fos «fàl·lic» i que, per tant, l'activitat sexual entre dues dones era impossible sense aquesta característica. La cultura popular associà les lesbianes a un clítoris molt gran o com a incapaces de gaudir de l'activitat sexual sense la substitució d'un penis. Això ja apareix a principis del segle primer en les sàtires gregues i llatines.
En els texts anglesos, la paraula «tribade» apareix a partir de 1601, en el Praeludium de Ben Jonson (poema X en The Forest), fins a mitjans del segle xix, quan la paraula «lesbiana» comença a ser més comuna en els texts europeus per la proliferació de la literatura clàssica, els manuals d'anatomia, obstetrícia i d'assessorament sexual, i la pornografia. També es tractava de referir-se a les pràctiques sexuals lesbianes en general, tot i que la investigació anatòmica a mitjans del segle xviii portà a l'escepticisme sobre les històries de grans clítoris, i els anatomistes i metges van argumentar una distinció més precisa entre la hipertròfia del clítoris i l'hermafroditisme.
L'escriptor Bonnie Zimmerman va declarar:
| « | Molt sovint, però, els escriptors [europeus] van evitar el terme, invocant eufemísticament al seu lloc «vicis antinaturals», «comportaments lascius», «crims contra la naturalesa», «usant un instrument» i «prenent una part de l'home». | » |

Al segle xviii, quan el terme va veure un dels seus usos més populars, s'emprà en diverses difamacions pornogràfiques contra Maria Antonieta d'Àustria, que fou «jutjada i condemnada de manera rotunda per la premsa» com una tribade. «[El seu] tribadisme rumorejat va tenir implicacions polítiques històricament específiques», afirma l'escriptora Dena Goodman. Tingueu en compte el seu testimoni final (fictici) en The Confession of Marie-Antoinette: «Poble!», protestà ella: «perquè he cedit a les dolces impressions de la natura, i en imitar l'encisadora debilitat de totes les dones de la cort de França, em vaig rendir a la dolça impulsió de l'amor... em fas, tanmateix, captiva dins de les teves parets?» Goodman explica que en una difamació, Maria Antonieta es descriu generosa proporcionant detalls de la «incapacitat en l'acte veneri» del seu marit i que la seva luxúria la portà a prendre la bella aristòcrata Yolande de Polastron, duquessa de Polignac (1749-1793), «en el [seu] servei» i més endavant especifica que el que fa que el sexe amb una dona sigui tan atractiu és que és «destra en l'art d'estimular el clítoris»; es descriu que Maria Antonieta afirmà que l'atenció de la duquessa de Polignac produïa «un d'aquests plaers rars que no es poden utilitzar perquè no es pot repetir tantes vegades com vulguis».
L'escriptora Bonnie Zimmerman cita: «En el moment de l'arribada de l'època victoriana, el tribadisme tendia a ser interpretat com una cosa de la classe baixa i un fenomen no occidental, i sovint s'associava a la suposada degeneració de prostitutes i delinqüents». «Al segle xx, la paraula tribade fou suplantada pels termes safista, lesbiana, inversa i homosexual, ja que la paraula tribade s'havia tornat massa arcaica per usar-la».
La paraula «fricatrice», un sinònim de tribade que també es refereix a fregar però que té una arrel llatina més que grega, va aparèixer en texts anglesos a partir de 1605 (en Volpone de Ben Jonson). El seu ús suggereix que era més col·loquial i més despectiva que tribade. Les variants inclouen la confricatrice llatinitzada i el rubster anglès.

### Pràctiques sexuals

#### Posicions sexuals i altres aspectes

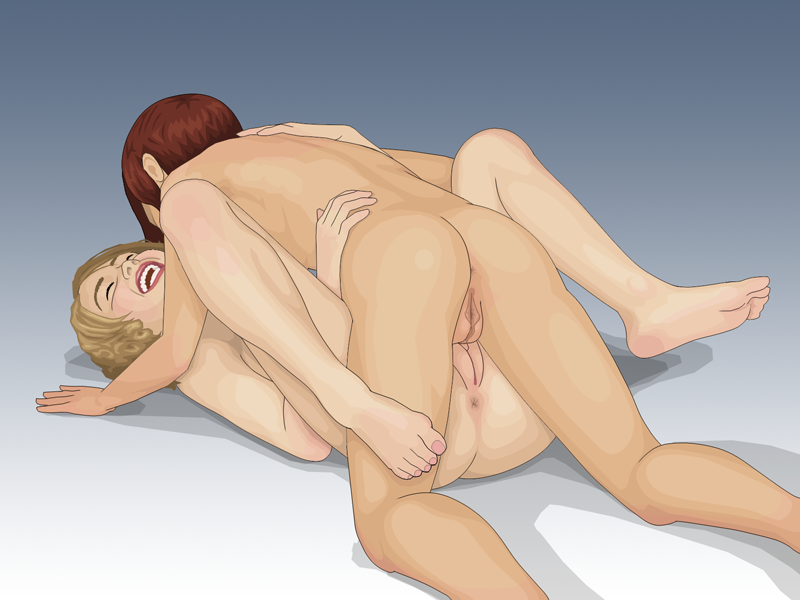
Dues dones que practiquen el tribadisme en la posició del missioner, fregant-se les vulves, una de les diverses posicions en què una dona frega la vulva contra el cos de la seva parella amb el propòsit d'obtenir plaer sexual

El tribadisme és una pràctica sexual comuna entre dones que tenen relacions sexuals amb dones. Tot i que el terme tribadisme s'aplica sovint a l'acte de l'estimulació vulva-vulva, engloba una varietat d'activitats sexuals. A més de la «posició de la tisora» (que implica que la parella uneixi les cames en una posició semblant a la forma de les tisores i pressioni les seves vulves alhora), el tribadisme pot implicar una posició del missioner, una dona en posició superior, una posició d'estil gosset o altres, o un simple moviment de la vulva de la dona contra la cuixa de la parella, la panxa, les natges, el braç o una altra part del cos. El tribadisme pot anar acompanyat amb la penetració vaginal usant els dits o un consolador, de manera que de vegades «la mutualitat i la reciprocitat no solen ser l'objectiu principal, tot i que la satisfacció dels dos membres de la parella per diferents mitjans és el seu objectiu». Les dones que gaudeixen o prefereixen el tribadisme descriuen que el plaer del seu contacte amb el cos sencer, l'experiència del moviment rítmic del maluc i la sensació dels moviments de la seva parella sense l'estimulació manual, es considera emocionant, eròtic i molt més fàcil d'aconseguir l'orgasme a causa de l'àmplia estimulació del clítoris.

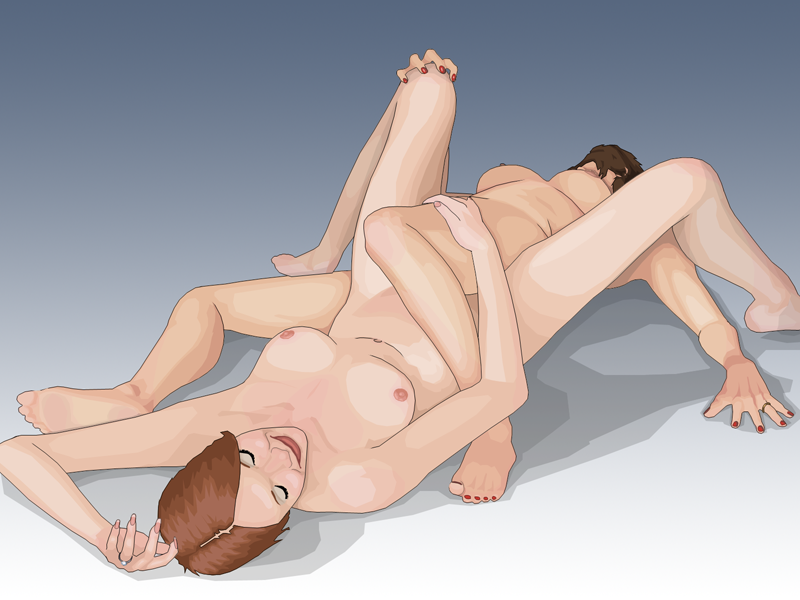
Dues dones practicant la posició de la tisora, una posició debatuda entre les lesbianes

Algunes dones lesbianes i bisexuals no practiquen la posició de la tisora perquè la troben físicament incòmoda i consideren que no és representativa de les pràctiques sexuals lèsbiques, i que és més atribuïble a les fantasies masculines de la indústria pornogràfica heterosexual, perquè d'altra manera no l'haurien inclòs com a part de la seva vida sexual. The Raw Story afirma que «es debat si [la posició de la tisora] descriu un acte lèsbic tradicional o fins i tot comú». No obstant això, algunes fonts, com la investigació de Shere Hite de 1976 i 1981, mostren que les dones poden gaudir de la posició de la tisora amb altres dones, ja que és una variació del contacte vulva-vulva, o pot permetre el contacte màxim de vulva-vulva i, per tant, un elevat nivell d'intimitat.
La paraula «tisora» s'utilitza habitualment com a terme general per a totes les formes de tribadisme, i moltes lesbianes i dones bisexuals no saben que alguns dels actes sexuals que practiquen són aspectes del que és formalment etiquetat com a tribadisme, ja que el tribadisme és normalment omès de les investigacions de la sexologia convencional. Judith Halberstam, en el seu llibre Female Masculinity (Masculinitat femenina), declarà: «Si rastregem l'ús del terme cap endavant fins al present, trobem que el tribadisme és una d'aquestes activitats sexuals poc freqüents però sovint practicades, i el silenci que l'envolta ara és tan desconcertant com el debat que produí en els segles anteriors». Va afegir que «Sigmund Freud no tenia res a dir» pel que fa al tema, «i fins i tot alguns llibres sexuals lèsbics contemporanis ho discuteixen».
Segons estudis més antics, «aproximadament un terç de les dones lesbianes utilitzen el tribadisme o el contacte corporal com a mitjà per aconseguir l'orgasme» (Saghir & Robins, 1973; Jay & Young, 1977). L'estudi de Masters & Johnson de 1979 sobre pràctiques sexuals lèsbiques troba que és poc freqüent la penetració vaginal amb consoladors, i que les lesbianes solen fer més estímuls genitals globals que l'estimulació clitoral directa, com també sovint passa en les relacions heterosexuals. El 1987, es va dur a terme un estudi no científic (Munson) de més de 100 membres d'una organització social lèsbica de Colorado, i s'hi preguntà quines tècniques havien utilitzat en les últimes 10 relacions sexuals: el 100% van besar, succionar els mugrons i estimular manualment el clítoris; més del 90% van fer petons amb llengua, sexe oral i van inserir dits a la vagina; i el 80% van practicar el tribadisme.
El 2003, Julia V Bailey i el seu equip de recerca van publicar dades basades en una mostra del Regne Unit de 803 lesbianes i dones bisexuals que van assistir a dues clíniques de salut sexual lèsbica de Londres i 415 dones que tenien relacions sexuals amb dones d'una mostra de la comunitat. L'estudi informà que el 85% de les dones havien practicat el tribadisme (ja fos contacte genital-genital o friccions genitals contra una altra part del cos de la parella) i, com en estudis anteriors, la penetració vaginal amb consoladors o amb altres joguines sexuals entre dones que tenen sexe amb dones és rar.

#### El sexe segur
Igual que amb qualsevol intercanvi de líquids corporals durant les activitats sexuals, el tribadisme genital-genital té el potencial de transferir infeccions de transmissió sexual (ITS / MTS) si estan presents en un o en els dos membres de la parella. AIDS.gov i el Departament de Salut Pública del Comtat de Los Angeles afirmen que el contacte genital-genital i del cos-genital (incloent-hi el tribadisme) pot difondre les ITS com el VPH, polls del pubis i herpes, i que «portant roba i evitant el contacte si hi ha malalties presents, es redueixen els riscos».
També es poden practicar altres opcions de sexe segur, com ara l'ús d'una presa dental o un preservatiu tallat. No obstant això, «no hi ha cap evidència» que l'ús d'una presa dental redueixi els riscos de transmissió d'ITS entre dones que tenen relacions sexuals amb dones; els estudis mostren que rarament es practica l'ús d'una presa dental com a barrera de protecció i que, entre dones que tenen relacions sexuals amb dones, això pot ser perquè els individus tenen «un coneixement limitat sobre les possibilitats de la transmissió d'ITS o se senten menys vulnerables a les ITS, com el VIH/SIDA».
Per a més precaucions de sexe segur, l'American Family Physician aconsella a les lesbianes i dones bisexuals d'evitar un contacte sense protecció amb la sang menstrual de la parella i amb lesions genitals visibles.

### El tribadisme en la cultura popular i altres mitjans
El tribadisme apareix en diversos aspectes de la cultura popular. La banda de pop glam Scissor Sisters prengué el seu nom de la posició de la tisora. Jake Shears, un membre del grup va afirmar que, malgrat que moltes de les seves cançons contenen temes gai, no volen ser etiquetats com a banda gai; «Som, abans que res, una banda pop». Altres bandes amb un nom relacionat amb el tribadisme inclouen la banda punk rock de lesbianes Tribe 8, la banda de hip-hop Tribade, formada per les emcees Bittah i Masiva Lulla, i la dj Big Mark. El tribadisme és referenciat també en el nom del grup masculí Scissorrfight, mostra de l'apropriacionisme viril típic en muntar acudits amb termes femenins o pertanyents a subcultures ara identificades com a queer.
El tribadisme genital-genital es representà tres vegades en l'episodi «D-Yikes!» de la sèrie d'animació South Park (temporada 11, episodi 6), referit com a tisora. Aquest episodi és reconegut per haver portat més reconeixement a l'acte de la tisora, amb The Raw Story afirmant: «Encara que la banda Scissor Sisters pren el nom a partir de les descripcions de l'acte, no va ser fins que es va fer una tisora el 2007 en l'episodi de South Park «D-Yikes» que aconseguí un ampli reconeixement en la cultura dominant». El terme va rebre el reconeixement principal després de l'episodi «Duets» de la sèrie de televisió Glee (temporada 2, episodi 4), en què apareixen els personatges Santana Lopez i Brittany S. Pierce fent l'acte durant un petting. L'escena va rebre algunes crítiques perquè possiblement no fos apropiada per als nens.

## El tribadisme entre lesbonobosfemelles
El sexe genital dona-dona no és exclusiu dels éssers humans. Les femelles de l'espècie bonobo, que es troben a la República Democràtica del Congo, també realitzen aquest acte, generalment referit pels primatòlegs com «fricció genital-genital» (o «fricció GG»). «Potser el model sexual més típic del bonobo, sense documentar-se en cap altre primat, és el frec genital-genital entre les femelles adultes», va afirmar el primatòleg Frans de Waal. «Una femella que està cara a cara amb una altra, s'ajunta amb els braços i les cames a la parella que, agafant-la amb les mans i els peus, s'allunya del terra».
El clítoris de les bonobos femelles és més gran i més extern que en la majoria dels mamífers. L'etòleg Jonathan Balcombe afirma que les bonobos es freguen els clítoris juntes ràpidament durant deu o vint segons, i aquest comportament, «que es pot repetir en ràpida successió, acostuma a acompanyar-se d'aixafaments, xiscles i fregaments del clítoris»; de mitjana, les bonobos femelles es dediquen al fregament genital-genital «una vegada cada dues hores».